# 아민 미르자자데
아민 모함마드자만 미르자자데(페르시아어: امین محمدزمان میرزازاده,‎ 1998년 1월 8일~)는 이란의 레슬링 선수이다. 올림픽에 2회 참가하여 2024년 하계 올림픽 남자 그레코로만형 슈퍼헤비급에서 은메달을 획득했다. 또한 세계 선수권 대회에서 금메달 1개, 은메달 1개를 획득했고 아시안 게임에서 금메달 1개를 획득했다.